# Воля-Сьвідзінська
Воля-Сьвідзінська (пол. Wola Świdzińska) — село в Польщі, у гміні Красоцин Влощовського повіту Свентокшиського воєводства.
Населення — 147 осіб (2011).
У 1975-1998 роках село належало до Келецького воєводства.

## Демографія
Демографічна структура на день 31 березня 2011 року:
|          | Загалом | Допрацездатний вік | Працездатний вік | Постпрацездатний вік |
| -------- | ------- | ------------------ | ---------------- | -------------------- |
| Чоловіки | 77      | 18                 | 49               | 10                   |
| Жінки    | 70      | 8                  | 34               | 28                   |
| Разом    | 147     | 26                 | 83               | 38                   |